# Глібко Юрій Кипріянович
Юрій Кипріянович Глібко (1914—1943) — майор Робітничо-селянської Червоної Армії, учасник Другої світової війни, Герой Радянського Союзу (1944).

## Біографія
Юрій Глібко народився 10 січня 1914 року в Житомирі. Закінчив школу-семирічку, потім садово-городній технікум у м. Полонному (1930).
У 1937 році Глібко був призваний на службу в Робітничо-селянську Червону Армію. У 1941 році закінчив інженерний факультет Військової академії механізації і моторизації РСЧА. З того ж року — на фронтах Другої світової війни. Брав участь у боях на Калінінському, Донському, Степовому, 2-му Українському фронтах. В боях два рази був поранений. До вересня 1943 року майор Юрій Глібко командував 932-м стрілецьким полком 252-ї стрілецької дивізії 53-ї армії Степового фронту. Відзначився під час битви за Дніпро.
Перед початком форсування Дніпра Глібко організував збір човнів, будівництво плотів. Глібко очолив передовий десант з полкових розвідників, роти автоматників і саперів, і в ніч з 30 вересня на 1 жовтня 1943 року переправився на західний берег річки. Він особисто брав участь у захопленні двох ліній траншей і відбитті ворожих контратак. Через добу полк Глібко відбив ще п'ять контратак, завдавши великої шкоди противнику в танках і живій силі. Після відбиття останньої контратаки полк Глібко перейшов у контрнаступ і відкинув противника. 31 грудня 1943 року Глібко загинув в одному з боїв за місто Знам'янка Кіровоградської області. Похований в Пантеоні Вічної Слави Кропивницького.
Указом Президії Верховної Ради СРСР від 17 травня 1944 року за «відмінну організацію форсування Дніпра і захоплення плацдарму, героїзм і мужність, проявлені в боях за Дніпро» майор Юрій Глібко посмертно був удостоєний звання Героя Радянського Союзу. Також був нагороджений орденами Леніна, Червоного Прапора, Вітчизняної війни 1-го ступеня, Червоної Зірки і низкою медалей.
В честь Глібко названі вулиці в Кропивницькому, Знам'янці, Умані, кропивницька школа № 13.